# Pseudocellus bifer
Espèce
Pseudocellus bifer est une espèce de ricinules de la famille des Ricinoididae.

## Distribution
Cette espèce est endémique de la province de Santiago de Cuba à Cuba. Elle se rencontre à Santiago de Cuba vers la plage Verraco.

## Description

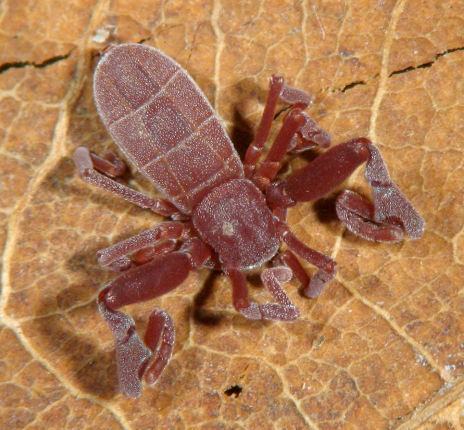
Pseudocellus bifer décrit et photographié par Rolando Teruel en 1980.

Le mâle holotype mesure 5,2 mm et les femelles de 4,9 à 5,1 mm.

## Publication originale
- Teruel, 2018 : Two remarkable new species of Pseudocellus Platnick, 1980 (Ricinulei: Ricinoididae) from eastern Cuba. Ecologica Montenegrina, vol. 19, p. 73-88 (texte intégral).